# Coupes Moto Légende
Les Coupes Moto Légende sont un rassemblement annuel de motocyclettes anciennes qui se déroule en France, sur le circuit automobile de Dijon-Prenois.